# ZNF747
ZNF747 (англ. Zinc finger protein 747) – білок, який кодується однойменним геном, розташованим у людей на 16-й хромосомі. Довжина поліпептидного ланцюга білка становить 191 амінокислот, а молекулярна маса — 20 610.
| 10         |  | 20         |  | 30         |  | 40         |  | 50         |
| ---------- |  | ---------- |  | ---------- |  | ---------- |  | ---------- |
| MTDPSLGLTV |  | PMAPPLAPLP |  | PRDPNGAGSE |  | WRKPGAVSFA |  | DVAVYFSREE |
| WGCLRPAQRA |  | LYRDVMRETY |  | GHLGALGESP |  | TCLPGPCAST |  | GPAAPLGAAC |
| GVGGPGAGQA |  | ASSQRGVCVL |  | LPQESEAASR |  | RSSPGWRRRP |  | NCGIRLPRIR |
| RWRSVRQKRT |  | QQIPETRKRK |  | DKGKGREPWR |  | SPTLWPPGLL |  | G          |

A: Аланін

C: Цистеїн

D: Аспарагінова кислота

E: Глутамінова кислота

F: Фенілаланін

G: Гліцин

H: Гістидин

I: Ізолейцин

K: Лізин

L: Лейцин

M: Метіонін

N: Аспарагін

P: Пролін

Q: Глутамін

R: Аргінін

S: Серин

T: Треонін

V: Валін

W: Триптофан

Задіяний у такому біологічному процесі, як альтернативний сплайсинг. 